# Drănic
Drănic – wieś w Rumunii, w okręgu Dolj, w gminie Drănic. W 2011 roku liczyła 1100 mieszkańców.